# رابطة فاي

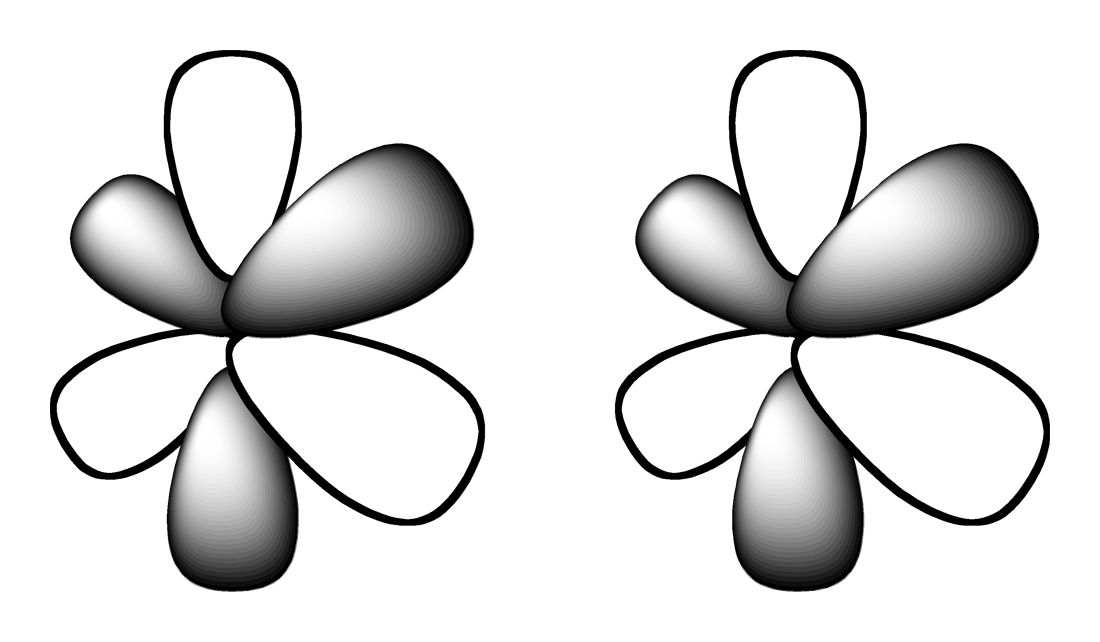
اصطفاف المدارات الذرية f بشكل مناسب لتشكل المدار الجزيئي للرابطة فاي

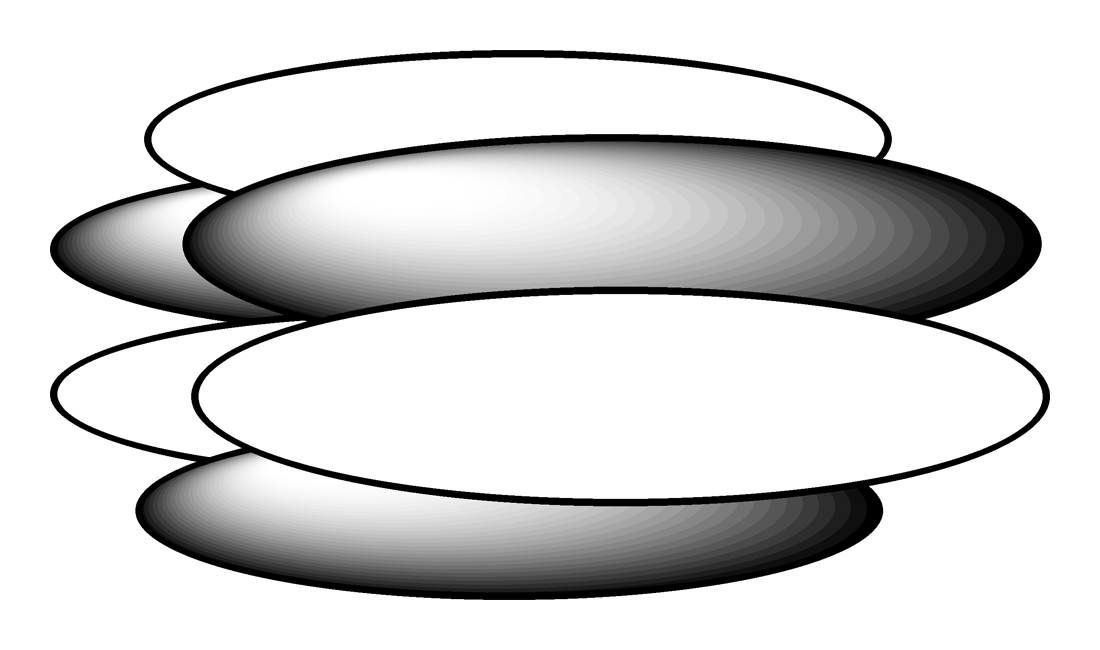
نموذج فراغي للرابطة فاي

الرابطة فاي في الكيمياء (يرمز لها φ) هي رابطة كيميائية تساهمية تتضمن تداخل ست فصوص من المدارات الذرية مع ست مدارات ذرية من ذرة أخرى.
خمن الكيميائيون النظريون وجود روابط كيميائية ذات مراتب عليا، مثل الرابطة فاي، والتي تتوافق مع تداخل مدارات f الذرية، حيث يشير الحرف الإغريقي φ إليها. يؤدي هذا التداخل إلى تشكل مدار جزيئي رابط له ثلاث مستويات عقدية، والتي تكون متضمنة للمحور بين الذري المار بين الذرتين.
حتى سنة 2005 كان هناك مثال واحد فقط على جزيء توجد فيه الرابطة دلتا وهو ثنائي اليورانيوم U2.